# 215 Eskadra Bombowa

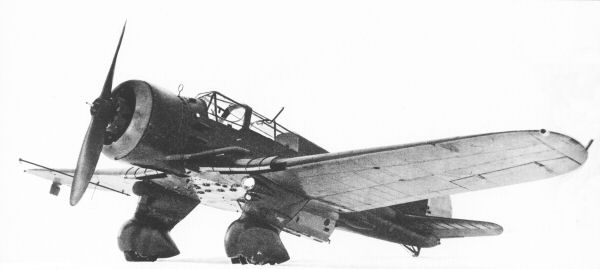
PZL.23 Karaś

215 eskadra bombowa – pododdział lotnictwa bombowego Wojska Polskiego w II Rzeczypospolitej.

## Formowanie i zmiany organizacyjne
W 1937 przystąpiono do formowana 215 eskadry bombowej. Jednostka weszła w skład V/1 dywizjonu bombowego 1 pułku lotniczego i stacjonowała na lotnisku Okęcie. Uzbrojenie eskadry stanowiły samoloty PZL-23B „Karaś”.
Wiosną 1938 załogi eskadra ćwiczyła na poligonie modlińskim, a szkołę ognia odbyła na poligonie Błędów. We wrześniu wzięła udział w letnich manewrach na Wołyniu.
W lutym 1939 załogi przebywały na poligonie Modlin.
Z dniem 8 marca 1939 215 eskadra bombowa została rozwiązana, a personel latający wcielony w większości do organizującej się 217 eskadry bombowej.

## Żołnierze eskadry
| Stopień   | Imię i nazwisko     | Okres pełnienia służby |
| --------- | ------------------- | ---------------------- |
| kpt. obs. | Marian Sukniewicz   | 1937 – 1 XI 1938       |
| kpt. obs. | Eugeniusz Prusiecki | 1 XI 1938 – III 1939   |